# Stigmidium pumilum
Stigmidium pumilum är en lavart som först beskrevs av Lettau, och fick sitt nu gällande namn av Matzer & Hafellner 1990. Stigmidium pumilum ingår i släktet Stigmidium och familjen Mycosphaerellaceae.  Arten är reproducerande i Sverige. Inga underarter finns listade i Catalogue of Life.